# Film en fustanelle

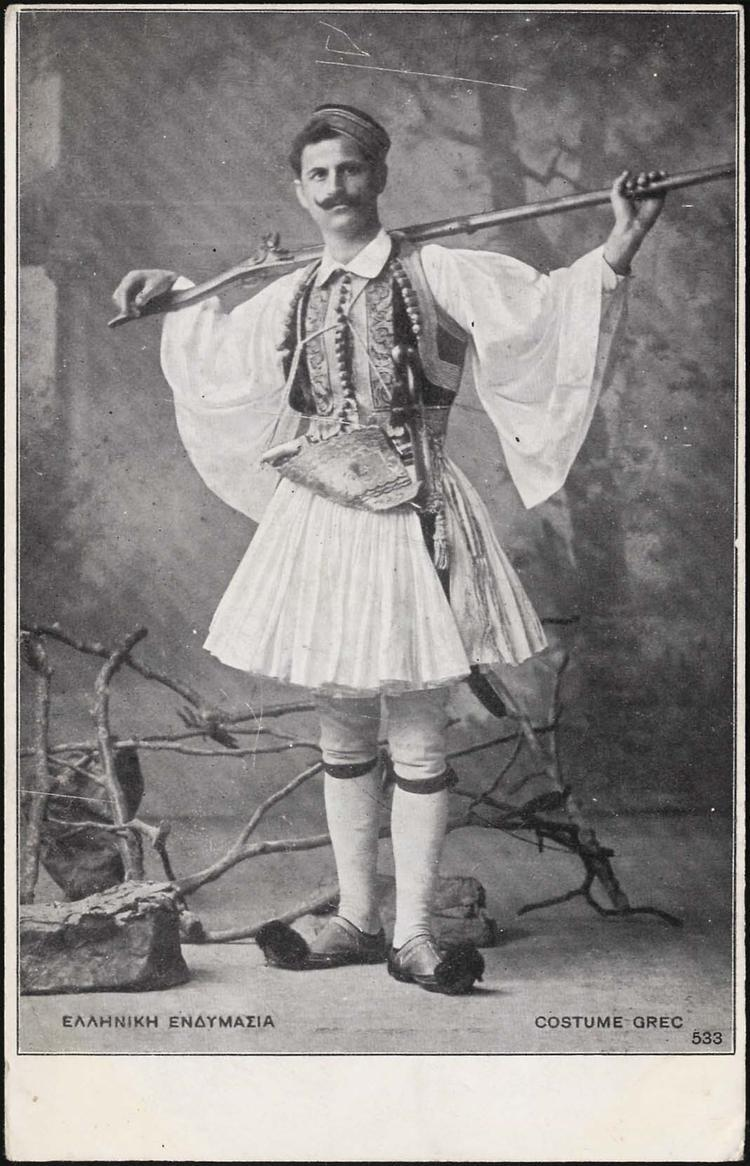
Reconstitution début XX du « costume traditionnel grec » : la fustanelle.

Le film en fustanelle est un des genres principaux du cinéma grec. Les dénominations pour ce genre sont variées : on parle également de « film de montagne », de « mélodrame en fustanelle », d'« idylle bucolique », de « film de la campagne », de « western grec », etc. Le premier long métrage grec, Golfo, est un film en fustanelle ; tout comme L'Amoureux de la bergère qui connut quatre versions, dont trois en 1955-1956. Au total, entre 1955 et 1974, près de soixante-dix films en fustanelle furent réalisés. Ce genre est considéré comme le seul genre purement grec. Il véhicule le concept de la « grécité » issue soit de la société et des coutumes traditionnelles (sous-genre de l'idylle bucolique), soit de la lutte ancestrale pour la liberté et la justice (sous-genre du drame social rural).
Pour la plupart de ces films, l'intrigue se déroule durant la seconde moitié du XIXe siècle ou au tout début du XXe siècle, toujours en période de paix, dans un passé grec réinventé. Le décor est un village de la montagne grecque où les habitants portent encore le costume traditionnel (le plus souvent la fustanelle). Cependant, la fustanelle n'est récurrente que dans le sous-genre de l'idylle bucolique. De plus, son prix en fait surtout un habit de riches, exclu pour les pauvres paysans, surtout dans le sous-genre du drame social. Les films ont alors aussi un aspect ethnographique. Les personnages principaux sont de jeunes gens confrontés au poids écrasant de la tradition. Là, le genre se sépare entre deux sous-genres : l'idylle bucolique (les jeunes gens luttent pour leur amour et les coutumes ancestrales semblent empêcher toute fin heureuse) ou le drame social rural (l'idylle romantique est alors prétexte à la description des maux dont souffre la communauté rurale).

## Idylle bucolique
Les idylles bucoliques sont très souvent des adaptations de pièces de théâtre à succès de la fin du XIXe siècle (L'Amoureux de la bergère de Dimitrios Koromilas, Esmé, la petite Turque ou Golfo de Spiridon Peresiadis, etc.). Les villages de montagne et les paysages sont idéalisés. La représentation récurrente des coutumes traditionnelles (mariage, fêtes, superstitions, etc.) participe à cette idéalisation. Les habitants, en costume traditionnel, parlent la langue locale ou le démotique ; chantent des chansons folkloriques dont les thèmes se retrouvent dans la bande son. La société, idéologiquement homogène, est figée dans un idéal où riches et pauvres se respectent, s'estiment et connaissent leur place respective. L'intrigue tourne autour d'un couple aux amours contrariées (par la différence de classe, par les manœuvres d'un amoureux éconduit ou par la haine entre leurs familles). Leurs amours sont la seule cause des problèmes du village jusque-là si tranquille. Quand deux jeunes gens de classe différente s'aiment, c'est la famille du plus riche qui pose le plus de problèmes. Le père, garant de l'ordre social et de la hiérarchie préservés par son pouvoir de choix du conjoint de son enfant, est le plus strict tandis que la mère semble plus conciliante, même si elle ne cesse de répéter qu'à son âge elle avait personnellement obéi au même type d'ordre. Les parents du pauvre de leur côté tentent de dissuader leur enfant de bouleverser l'ordre social établi.
L'important est le maintien du statu quo social. Les adversaires des amoureux (riches parents ou riches prétendants) jouent un double rôle narratif et politique. Les obstacles que le couple d'amoureux doit surmonter leur permettent de se prouver la force de leur amour. Cependant, ils servent aussi à prouver à la communauté que cet amour est sincère afin qu'elle puisse l'accepter. Il devient alors l'exception à la règle sociale, renforçant celle-ci en prouvant sa capacité à s'adapter. Par ailleurs, le destin finit par punir les adversaires (surtout le riche prétendant) dont les manœuvres ont été les plus dangereuses pour la stabilité du village. La scène du mariage final (ou des mariages car la résolution du problème passe souvent par cette option), filmée de manière quasi-ethnographique, montre le retour à l'harmonie au sein de la communauté villageoise, monde clos. Les riches prouvent leur générosité ; les pauvres ont l'espoir d'une ascension sociale. Cependant, la hiérarchie traditionnelle n'est pas bouleversée, chacun restant à sa place

## Drame social rural
Le drame social rural, parfois aussi appelé « western grec », comprend des films tels que Lygos le brave (1959), Myrtia (1961), Terre sanglante (1965), Les balles ne reviennent pas (1967) ou Astrapoyannos (1970). Il présente une société non-harmonieuse et est l'héritier des romans et films d'aventures où le héros central est un membre atypique de la communauté rurale : le klephte. L'histoire d'amour ne joue ici qu'un rôle d'intrigue secondaire : la jeune femme est courtisée à la fois par le pauvre berger et par le riche propriétaire. Cependant, l'accent est mis sur le courage, la bravoure du héros, le pauvre berger, qui affronte l'exploiteur. L'histoire d'amour sert à souligner les tensions sociales, principalement l'oppression des pauvres par les riches. Ce qui commence comme un problème personnel devient le symbole de la souffrance de toute une communauté. Le pauvre berger renverse le statu quo et devient le « sauveur » des exploités qui en font leur porte-parole dans leurs négociations pour l'amélioration de leurs conditions de vie. Les conflits se résolvent souvent par la violence. La victoire finale du héros, qui épouse la jeune femme, est plus le triomphe de la justice que de l'amour.
L'interprétation de ce sous-genre reste aussi difficile que celle des romans klephtiques dont il est né. Il semblerait que l'ambiguïté fût liée aussi en partie à l'ambiguïté de l'attitude de la population vis-à-vis des véritables bandits : admiration de loin mais condamnation morale liée à la crainte qu'ils suscitaient. Les auteurs divergent donc. Pour certains, la distraction proposée offre la catharsis suffisante pour garantir le maintien de l'ordre social. D'autres, qui s'appuient sur le fait que la plupart des réalisateurs de ce genre ont une sensibilité de gauche, considèrent que ces films participent à la critique voire à la remise en cause de l'ordre social. En fait, les films eux-mêmes se divisent en deux catégories : ceux où les bandits constituent un danger social et sont éliminés par le héros (Les balles ne reviennent pas) ; ceux où la bande de klephtes (parfois anciens combattants de la guerre d'indépendance grecque) lutte contre l'injustice sociale (Lygos le brave ou Astrapoyannos) : ils arrachent aux accapareurs les terres reprises aux Turcs et qui auraient dû être distribuées aux pauvres. Ces films peuvent alors être interprétés comme une parabole de la situation contemporaine à leur tournage : guerre civile et dictature.